# Fulveta daurada
La fulveta daurada (Lioparus chrysotis) és una espècie d'ocell de la família dels paradoxornítids (paradoxornitidae), pertantent al gènere monofilètic Lioparus, tot i que sovint encara se la troba classificada amb els sílvids (Sylviidae). Es troba al continent asiàtic. El seu hàbitat el conformen els matollars i boscos temperats. El seu estat de conservació es considera de risc mínim.

## Taxonomia
Tradicionalment la fulveta daurada es classificava amb la resta d'ocells del gènere Alcippe, dins de la família dels timàlids (Timaliidae), però se la traslladà a la família dels sílvids (Sylviidae) quan es demostrà la seva proximitat genètica amb els membres del gènere Sylvia, assignant-se-li el seu propi gènere Lioparus.
El Congrés Ornitològic Internacional, en la seva llista mundial d'ocells (versió 10.2, 2020) la transferí finalment a la família dels paradoxornítids (Paradoxornithidae). Tanmateix, el Handook of the Birds of the World i la quarta versió de la BirdLife International Checklist of the birds of the world (Desembre 2019), aquest tàxon apareix classificat encara dins de la família dels sílvids.